# Michael Bazynski
Michael Bazynski (* 12. Oktober 1958 in Bochum) ist ein deutscher Judoka. Als Aktiver erkämpfte er drei Deutsche Meistertitel sowie die Silbermedaille bei der Europameisterschaft von 1985 und war Starter bei den Olympischen Spielen 1988 in Seoul. Sein Verein war die SU Annen. Seit 2001 war er Bundestrainer der Juniorinnen im DJB. Im Jahr 2009 trat er die Nachfolge von Norbert Littkopf als Frauenbundestrainer an. Von Januar 2017 bis November 2021 war er „Bondscoach“ des Judobond Nederland.

## Erfolge als aktiver Judoka
Im Folgenden finden sich chronologisch die größten nationalen und internationalen Erfolge von Michael Bazynski:
- 18. März 1978 – 3. Platz Deutsche Meisterschaft bis 86 kg in Köln-Porz
- 23. Oktober 1982 – Deutscher Meister bis 86 kg in Dillingen
- 12. November 1983 – 3. Platz Deutsche Meisterschaft bis 86 kg in Würzburg
- 18. November 1984 – 2. Platz Deutsche Meisterschaft bis 86 kg in Hamburg
- 25. November 1984 – 2. Platz Scandinavian Open (World Cup) bis 86 kg in Göteborg
- 3. März 1985 – 1. Platz Internationales Turnier (World Cup) bis 86 kg in Budapest
- 30. März 1985 – 2. Platz Internationales Turnier (World Cup) bis 86 kg in Rüsselsheim
- 20. April 1985 – 1. Platz Dutch Open (World Cup) bis 86 kg in Kerkrade
- 10. Mai 1985 – Vizeeuropameister bis 86 kg in Hamar
- 5. September 1985 – 3. Platz Universiade bis 86 kg in Kōbe
- 3. November 1985 – 3. Platz Deutsche Meisterschaft bis 86 kg in Frankenthal (Pfalz)
- 12. Oktober 1986 – Deutscher Meister bis 86 kg in München
- 29. März 1987 – 3. Platz Dutch Open (World Cup) bis 86 kg in Slagharen
- 23. August 1987 – 2. Platz Internationales Turnier (World Cup) bis 86 kg in Warschau
- 20. März 1988 – 3. Platz Internationales Turnier (World Cup) bis 86 kg in Potsdam
- 2. April 1988 – 3. Platz Dutch Open (World Cup) bis 86 kg in Nieuwegein
- 17. April 1988 – Internationaler Deutscher Meister bis 86 kg in Heilbronn
- 28. August 1988 – 1. Platz Internationales Turnier (World Cup) bis 86 kg in Warschau
- November 1988 1. Platz US Open (World Cup) bis 86 kg in Colorado Springs
- 4. Dezember 1988 – Deutscher Meister bis 86 kg in Duisburg
- 26. Februar 1989 – 3. Platz Word Masters (World Cup) bis 86 kg in Rüsselsheim
- 19. März 1989 – 3. Platz Internationales Turnier (World Cup) bis 86 kg in Potsdam